# Rusłan Fedotenko
Rusłan Wiktorowycz Fedotenko (ukr. Руслан Вікторович Федотенко; ur. 18 stycznia 1979 w Kijowie) – ukraiński hokeista, reprezentant Ukrainy, olimpijczyk.

## Kariera
- Sokił Kijów (1995–1996)
- TPS (1996–1997)

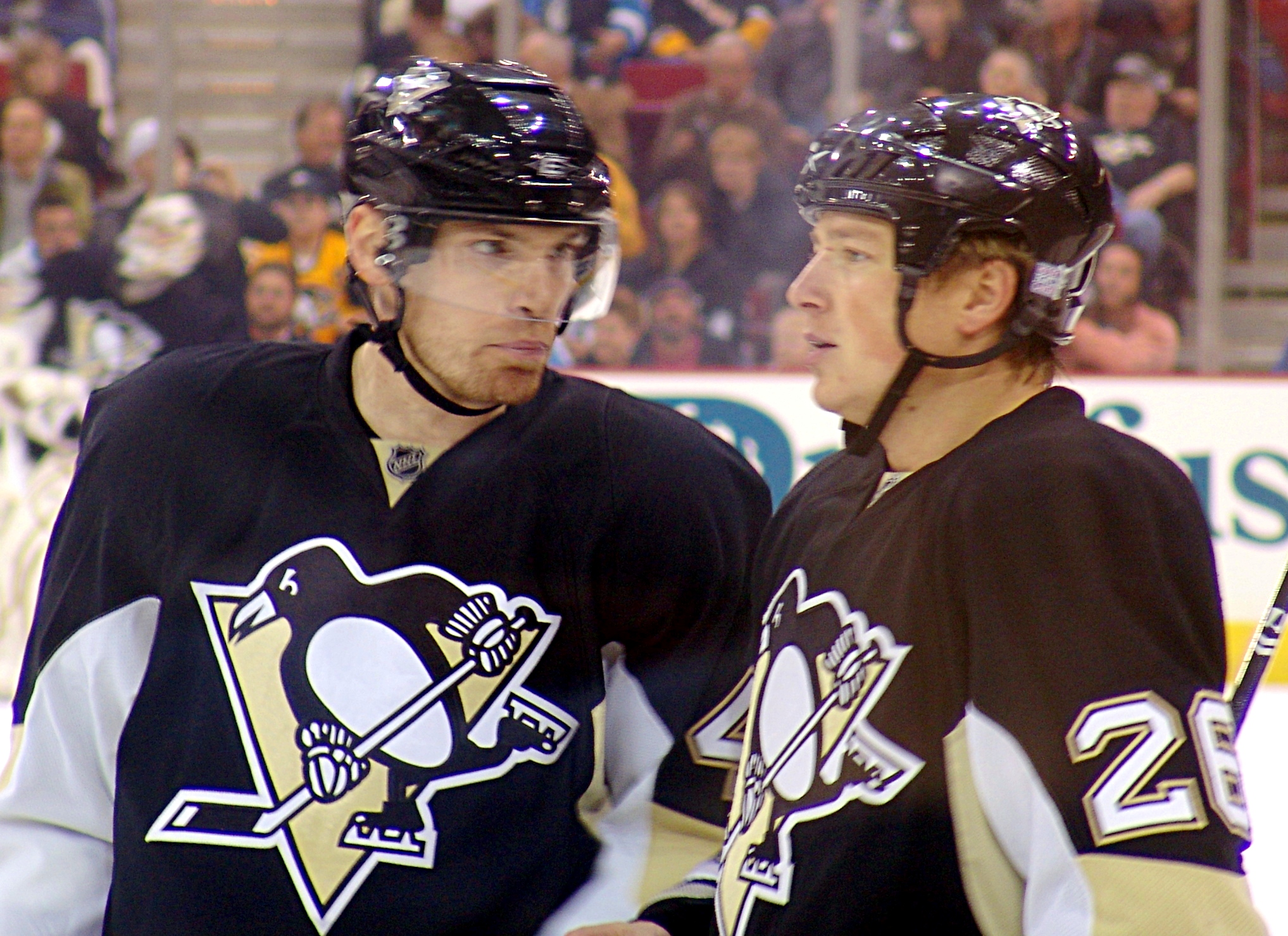
Rusłan Fedotenko (z prawej) w barwach Pittsburgh Penguins (2009). Obok Czech Martin Škoula

- Kiekko-67 Turku (1996–1997)
- Melfort Mustangs (1997–1998)
- Sioux City Musketeers (1998–1999)
- Trenton Titans (1999)
- Philadelphia Phantoms (1999–2000)
- Philadelphia Flyers (2000–2002)
- Tampa Bay Lightning (2002–2007)
- New York Islanders (2007–2008)
- Pittsburgh Penguins (2008–2010)
- New York Rangers (2010–2012)
- Philadelphia Flyers (2012–2013)
- Donbas Donieck (2012–2013, 2013–2014)
- Iowa Wild (2015-2016)

Wychowanek klubu Sokił Kijów. Jest pierwszym ukraińskim hokeistą, który zdobył Puchar Stanleya (w 2004, a także w 2009). Od 2010 do 2012 zawodnik New York Rangers. W lipcu 2012 ponownie został graczem Philadelphia Flyers. Od września 2012 do stycznia 2013 roku na okres lokautu w sezonie NHL (2012/2013) związany kontraktem z Donbasem Donieck. Następnie powrócił do USA i rozegrał w barwach Flyers skrócony sezon NHL i pozostawał zawodnikiem do końca czerwca 2013. 1 lipca 2013 podpisał trzyletnią umowę z Donbasem Donieck. Od września 2013 kapitan drużyny. Od stycznia 2015 zawodnik Iowa Wild. Od lipca 2015 zawodnik Minnesota Wild, jednak nie wystąpił w barwach tego klubu i sezon 2015/2016 rozgrywał nadal w Iowa. Na początku października 2016 ogłosił zakończenie kariery zawodniczej.
Uczestniczył w turnieju zimowych igrzysk olimpijskich 2002.

## Sukcesy
Klubowe
- Puchar Stanleya: 2004 z Tampa Bay Lightning, 2009 z Pittsburgh Penguins

Indywidualne
- Decydujący gol przesądzający o zdobyciu Pucharu Stanleya: 2004

Wyróżnienia
- Najlepszy hokeista roku na Ukrainie: 2012[10]